# 扎染
扎染，古称扎缬、绞缬、絞染、紮染等，是一種染布工艺。 织物在染色时部分结扎起来使之不能着色的一种染色方法，屬防染工藝，也是中国传统的手工染色技术之一。

## 起源
扎染有着悠久历史。起源于何时尚无定论。

## 历史
据记载，中國早在东晋，紮结防染的绞缬绸已经有大批生产。公元408年东晋时期的作品，扎染这种工艺早在东晋时期就已经成熟了。当时绞缬产品，有较简单的小簇花样，如蝴蝶、腊梅、海棠等；也有整幅图案花样，如白色小圆点的“鱼子缬”，圆点稍大的“玛瑙缬”，紫地白花斑酷似梅花鹿的“鹿胎缬”等。

## 云南大理
主产地在大理市和巍山彝族回族自治县的大仓镇、庙街镇。扎染古称杂花布，又叫绞缬染，是白族、彝族传统的手工印染工艺。

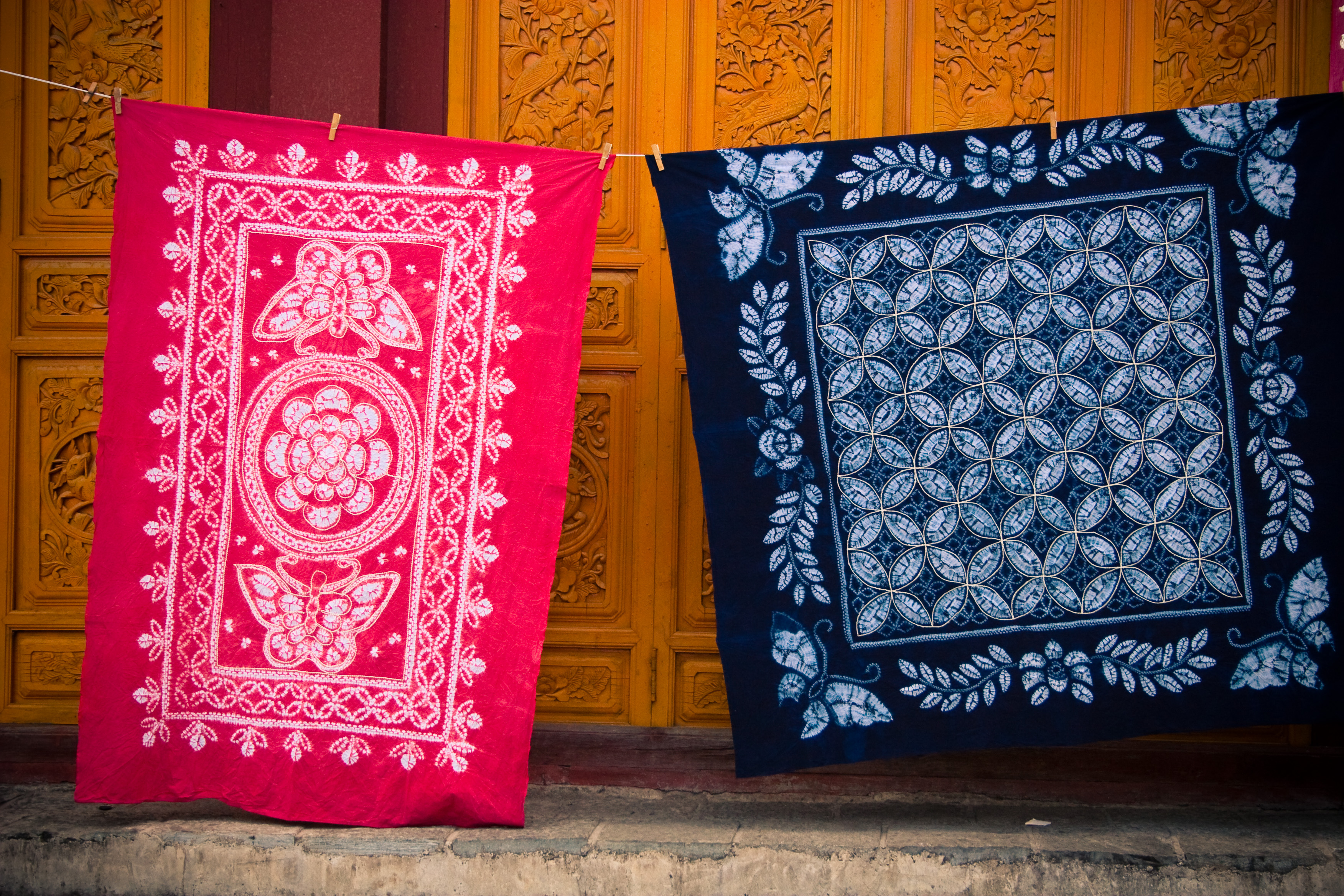
大理白族扎染布
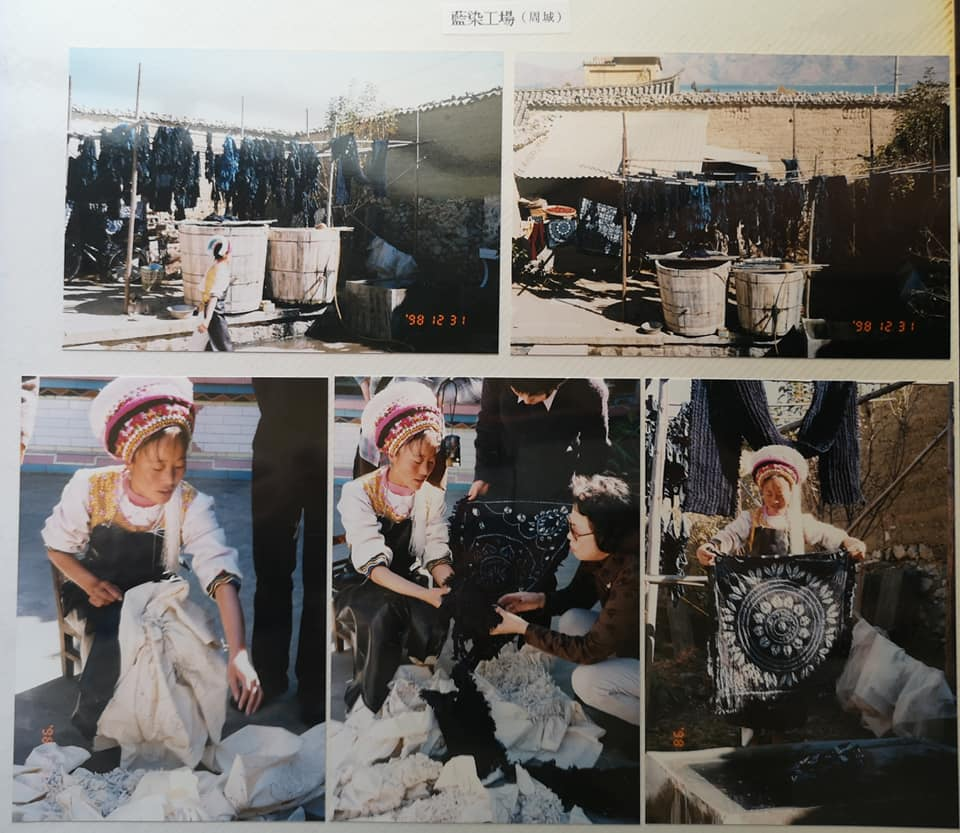
大理白族扎染过程
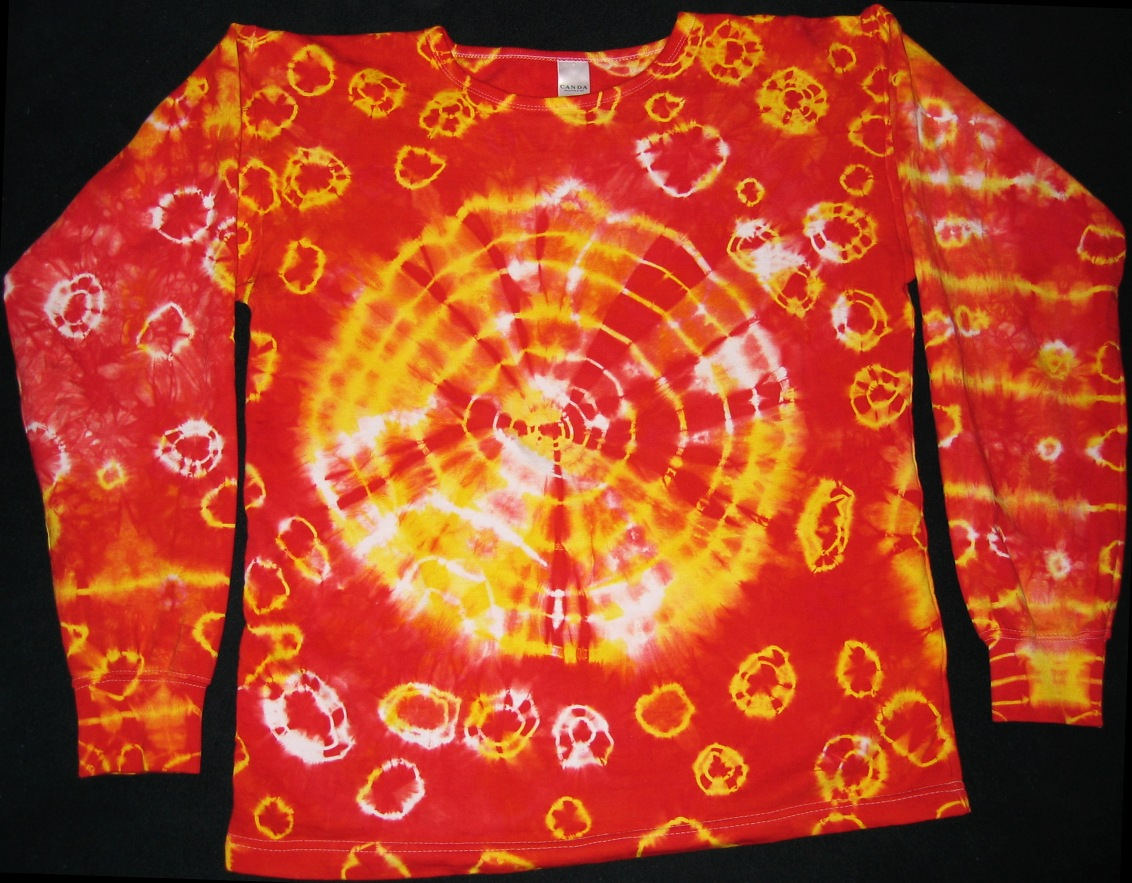
紮染衣服
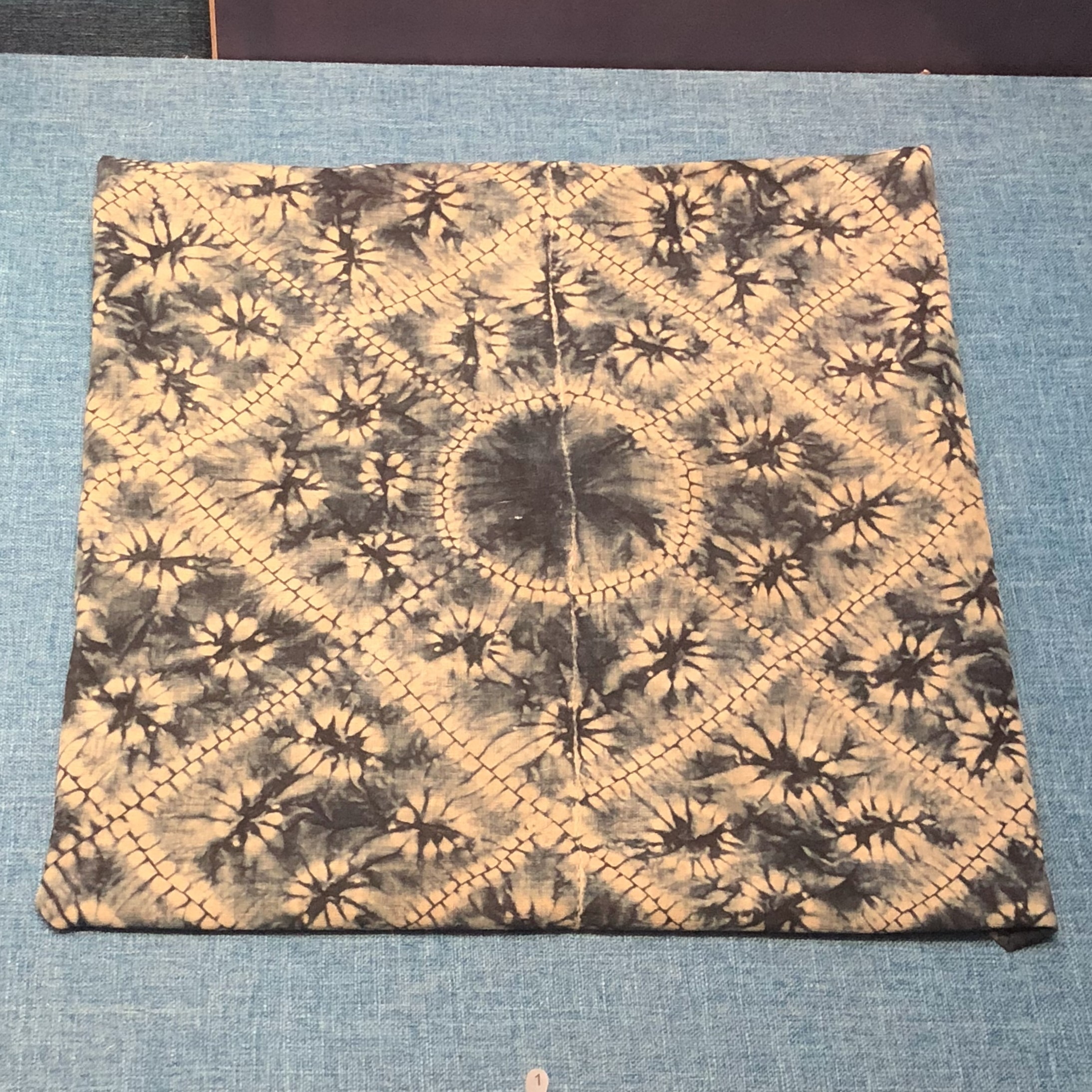
罗城仫佬族紮染布
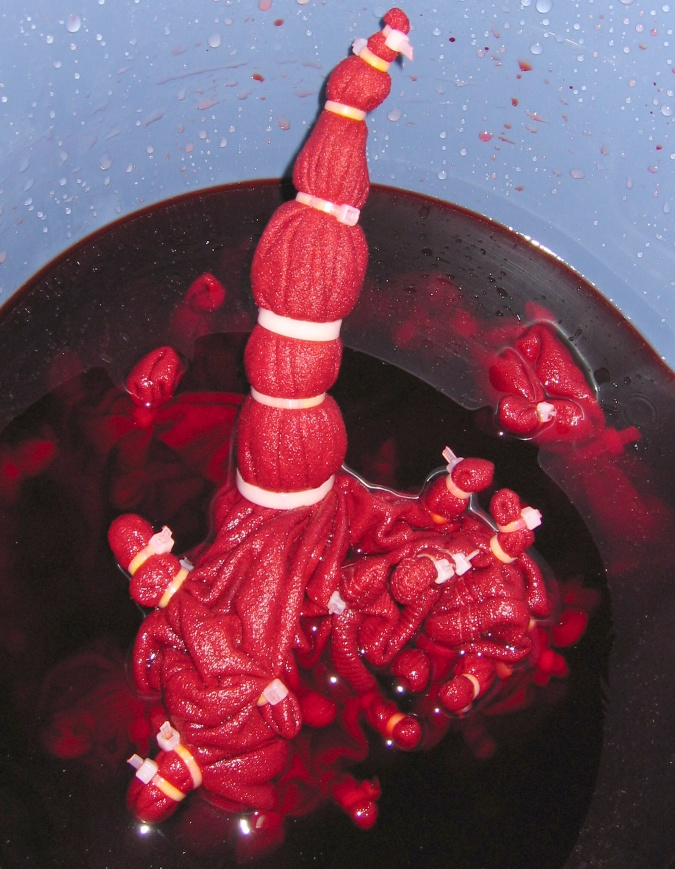
紮染的做法

## 参看
- 日本絞染